# Serrastretta
Serrastretta är en ort och kommun i provinsen Catanzaro i regionen Kalabrien i Italien. Kommunen hade 3 100 invånare (2018).